# Oração subordinada reduzida
Orações subordinadas reduzidas são orações subordinadas nas quais não há conectivo, e o verbo se encontra numa forma nominal. Podem ser classificados em três tipos, conforme a forma nominal em que se encontra o verbo.

## Características
Orações desse tipo aparecem apenas em períodos compostos, visto que possuem dependência semântica. Orações, para a gramática, são enunciados em que há verbo. Em períodos compostos, existe mais de uma oração, dado que há mais de um verbo. Em períodos compostos por subordinação, uma oração, a subordinada (O.S.), depende sintaticamente e semanticamente de outra, isto é, deve estar junto a outra oração, a principal (O.P.), para possuir sentido completo e tornar o período adequado à gramática. As orações subordinadas podem ser classificadas em três grupos (O. S. adjetivas, O. S. substantivas e O. S. adverbiais), segundo seu valor morfológico.
Paralelamente a essa classificação, é possível classificá-las em orações subordinadas desenvolvidas ou orações subordinadas reduzidas. As orações subordinadas desenvolvidas são caracterizadas por começar com conectivo e portarem verbos flexionados. Nesse caso, não é preciso informar sua classificação quanto a esse critério, ou seja, o termo "desenvolvida" é facultativo, pois subentende-se que a oração pertence à classe em questão.
Exemplo 1: O garoto, o qual era ridicularizado na escola, pediu transferência. A oração em negrito é uma O. S. adjetiva explicativa desenvolvida ou apenas O. S. adjetiva explicativa. Percebe-se a presença de conectivo - "o qual" - e de locução verbal com verbo auxiliar flexionado no pretérito imperfeito do indicativo - "era ridicularizado".
Exemplo 2: Gabriel foi à feira, a fim de que comprasse verduras. A oração em destaque é uma O. S. adverbial final desenvolvida ou simplesmente O. S. adverbial final. Nota-se que há conectivo e verbo flexionado no pretérito imperfeito do subjuntivo - "comprasse".
Exemplo 3:  É possível que chova durante a manhã. A oração destacada é uma O. S. substantiva subjetiva desenvolvida ou apenas O. S. substantiva subjetiva. É perceptível a presença de conectivo - "que" - e de verbo flexionado no presente do subjuntivo - "chova".
Já nas orações subordinadas reduzidas, inexiste conectivo e o verbo se encontra em uma das formas nominais do verbo (gerúndio, infinitivo ou particípio). Quando solicitada uma classificação completa, ao contrário do caso das desenvolvidas, é preciso indicar que trata-se de uma oração reduzida e a qual dos três tipos ela pertence.
Exemplo 1: Gosto de crianças correndo pela casa. A oração destacada é uma O. S. adjetiva restritiva reduzida de gerúndio. São perceptíveis a ausência de conectivo e a presença de verbo na forma nominal de gerúndio - "correndo".
Exemplo 2: É preciso saber viver. A oração em destaque é uma O. S. substantiva subjetiva reduzida de infinitivo. São notáveis a ausência de conectivo e a presença de locução verbal com verbo auxiliar na forma nominal infinitiva - "saber viver".
Exemplo 3: Ferido por mim, não consegue mais me amar. A oração em negrito é uma O. S. adverbial causal reduzida de particípio. São marcantes a ausência de conectivo e a presença de verbo na forma nominal de particípio - "ferido".

## Classificação
Ver artigos principais: Oração subordinada adjetiva, oração subordinada adverbial e oração subordinada substantiva.
A classificação é pautada, primeiramente, no valor morfológico da oração, de modo que podem ser classificadas em O. S. adjetivas, O. S. adverbiais ou O. S. substantivas. Em seguida, analisa-se a semântica e/ou a função sintática. Por fim, insere-se que trata-se de uma oração reduzida e qual é seu tipo mais específico. Tal tipo é dado de acordo com a forma nominal a qual o verbo assume.

### Orações reduzidas de gerúndio
Orações reduzidas de gerúndio apresentam verbo no gerúndio (-ando, -endo, -indo, -ondo). Para realizar a primeira e a segunda classificação anteriormente citadas, é preciso desenvolvê-las. Após fazê-lo, leva-se em conta os critérios de classificação de orações subordinadas adjetivas ou adverbiais. Eventualmente, uma oração substantiva apositiva ou coordenada aditiva pode vir reduzida de gerúndio.

### Subordinadas adjetivas
Exemplo 1: Abracei Joana, despedindo-se. → Abracei Joana, que se despedia. Oração subordinada adjetiva explicativa reduzida de gerúndio.
Exemplo 2: Gosto de crianças correndo pelas casa. → Gosto de crianças que correm pela casa. Oração subordinada adjetiva restritiva reduzida de gerúndio.

### Subordinadas adverbiais
Exemplo 3: Cometendo injustiças sentiu remorso. → Porque cometeu injustiças, sentiu remorso. Oração subordinada adverbial causal reduzida de gerúndio.
Exemplo 4: Mesmo que estivesse errada, ouvi-a pacientemente. → Mesmo estando errada, ouvi-a pacientemente. Oração subordinada adverbial concessiva reduzida de gerúndio.
Exemplo 5: Comportando-se mal será punido. → Caso você comporte-se mal, será punido. Oração subordinada adverbial condicional reduzida de gerúndio.
Exemplo 6: Faltando alguns instantes para o término da avaliação, eu a terminei. → Quando faltavam alguns instantes para o término da avaliação, eu a terminei. Oração subordinada adverbial temporal reduzida de gerúndio.

### Coordenadas aditivas
Exemplo 7: Organizou os presentes, entregando-os às crianças carentes. → Organizou os presentes, e os entregou às crianças carentes. Oração coordenada sindética aditiva reduzida de gerúndio
Exemplo 8: Chutou a bola, marcando um belo gol. → Chutou a bola, e marcou um belo gol. Oração coordenada sindética aditiva reduzida de gerúndio

### Subordinadas substantivas
Exemplo 9: Uma das formas de amar e odiar é esta: convivendo com todos. → Uma das formas de amar e odiar é esta: que convivam com todos. Oração subordinada substantiva apositiva reduzida de gerúndio.

### Orações reduzidas de infinitivo
Orações reduzidas de infinitivo apresentam verbo no infinitivo (-ar, -er, -ir, -or). Para realizar a primeira e a segunda classificação anteriormente citadas, é necessário desenvolvê-las. Depois de fazê-lo, leva-se em conta os critérios de classificação de orações subordinadas adjetivas, adverbiais ou substantivas.

### Subordinadas substantivas
Exemplo 1: É importante consumir vegetais. → É importante que se consuma vegetais. Oração subordinada substantiva subjetiva reduzida de infinitivo.
Exemplo 2: O técnico técnico garantiu serem seguras as máquinas. → O técnico garantiu que eram seguras as máquinas. Oração subordinada substantiva objetiva direta reduzida de infinitivo. Neste caso, o infinitivo se encontra no plural, visto que deve concordar com em número com "máquinas".
Exemplo 3: Gosto de ficar sozinho. → Gosto de que eu fique sozinho. Oração subordinada substantiva objetiva indireta reduzida de infinitivo.
Exemplo 4: Estou disposto a que eu arrisque tudo. → Estou disposto a arriscar tudo. Oração subordinada substantiva completiva nominal reduzida de infinitivo.
Exemplo 5: O melhor seria que ficassem em casa. → O melhor seria ficarem em casa. Oração subordinada substantiva predicativa reduzida de infinitivo. Neste caso, o infinitivo se encontra no plural.
Exemplo 6: Ele nos fez um convite: comparecermos à cerimônia. → Ele nos fez um convite: que comparecêssemos à cerimônia. Oração subordinada substantiva apositiva reduzida de infinitivo. Neste caso, o infinitivo se encontra no plural.

### Subordinadas adjetivas
Exemplo 7: Aquele, a cantar no palco, é meu amigo. → Aquele, que canta no palco, é meu amigo. Oração subordinada adjetiva explicativa reduzida de infinitivo.
Exemplo 8: Ela foi a única a apreciar a apresentação. → Ela foi a única que gostou da apresentação. Oração subordinada adjetiva restritiva reduzida de infinitivo.

### Subordinadas adverbiais
Exemplo 9: Eu lamento por ter chegado atrasado. → Eu lamento porque cheguei atrasado. Oração subordinada adverbial causal reduzida de infinitivo.
Exemplo 10: Não podem ir embora sem pagar a conta. → Não podem ir embora sem que pague a conta. Oração subordinada adverbial temporal reduzida de infinitivo.
Exemplo 11: Fiz um empréstimo para comprar um imóvel. → Fiz um empréstimo para que comprasse um imóvel. Oração subordinada adverbial final reduzida de infinitivo.
Exemplo 12: Apesar de estar triste, ela permanece sorridente. → Apesar de que esteja triste, ela permanece sorridente. Oração subordinada adverbial concessiva reduzida de infinitivo.
Exemplo 13: Se cumprir sua promessa, ajudar-te-ei. → Desde que cumpra sua promessa, ajudar-te-ei. Oração subordinada adverbial condicional reduzida de infinitivo.
Exemplo 14: Ele se distraiu tanto a ponto de esquecer o compromisso. → Ele se distraiu tanto que esqueceu o compromisso. Oração subordinada adverbial consecutiva reduzida de infinitivo.

### Orações reduzidas de particípio
Orações reduzidas de particípio apresentam verbo no particípio (-ado, -ido). Para realizar a primeira e a segunda classificação anteriormente citadas, é necessário desenvolvê-las. Depois de fazê-lo, leva-se em conta os critérios de classificação de orações subordinadas adjetivas ou adverbiais. Não existem O. S. substantivas reduzidas de particípio.

### Subordinadas adjetivas
Exemplo 1: Fiquei surpreso com a casa pintada de branca. → Fiquei surpreso com a casa que pintaram de branco. Oração subordinada adjetiva restritiva reduzida de particípio.
Exemplo 2: Possuímos apenas um carro, comprado com muito sacrifício. → Possuímos apenas um carro, que compramos com muito sacrifício. Oração subordinada adjetiva explicativa reduzida de particípio.

### Subordinadas adverbiais
Exemplo 3: Ferido na perna, não pôde mais jogar. → Porque se ferira na perna, não pôde mais jogar. Oração subordinada adverbial causal reduzida de particípio.
Exemplo 4: Vencido o campeonato, continuarão treinando. → Mesmo que vençam o campeonato, continuarão treinando. Oração subordinada adverbial concessiva reduzida de particípio.
Exemplo 5: Excluídas as doações, como funcionaremos? → Caso excluam as doações, como funcionaremos? Oração subordinada adverbial condicional reduzida de particípio.
Exemplo 6: Concluído o jogo, o time foi descansar. → Quando concluíram o jogo, o time foi descansar. Oração subordinada adverbial temporal reduzida de particípio.

## Observação
Há orações reduzidas, especialmente adverbiais, que permitem mais de um desenvolvimento.[carece de fontes?]
Entrando na faculdade, procurarei emprego. (temporal ou condicional?)
Terminada a festa, retiraram-se todos os convidados. (temporal ou causal?)
Também há orações reduzidas fixas, ou seja, que não se desdobram.
Tenho muita vontade de falar com você.